# إيكيو هيراياما
إيكيو هيراياما (باليابانية: 平山郁夫؛ بالكانا: ひらやま いくお) هو رسام ياباني، ولد في 15 يونيو 1930 في هيروشيما في اليابان، وتوفي في 2 ديسمبر 2009.